# ジョン・サッチ
ジョン・スミス・サッチ（John Smith Thach、1905年4月19日 - 1981年4月15日）は、は、アメリカ合衆国の海軍軍人。最終階級は大将、愛称はジミー・サッチ。太平洋戦争の戦闘機パイロットとして活躍、対ゼロ戦空戦戦術「サッチウィーブ」の考案者として知られている。

## 経歴
サッチは1905年4月19日にアメリカ合衆国アーカンソー州パインブラフにて生まれた。
1927年アナポリス（アメリカ海軍兵学校）を卒業、2年ほどは戦艦乗組みであったが1929年にペンサコーラ飛行学校に入り飛行機乗りとなる。1930年にはパイロットとして活躍し、いくつかの任務の後テストパイロットと飛行学校の教官として過ごす。教え子の中には後にサッチのウイングマンとなるエドワード・オヘアがいた。
少佐に昇進し、VF-3の指揮官となった後、1941年にサンディエゴ基地で部下の訓練の後、艦隊演習の為ウィリアム・F・ハルゼー中将指揮下の空母「エンタープライズ」乗組みを命じられた。しかし、サッチはハルゼー提督に艦隊演習よりも飛行訓練をやりたいと直訴、ハルゼー提督はサッチの言を容れ、演習参加途中でオアフ島に引き返させた。猛訓練の後空母「レキシントン」の飛行隊長となり、ここで太平洋戦争を迎えた。
珊瑚海海戦に参加したが同海戦で母艦「レキシントン」は爆沈、残存機を率いて「ヨークタウン」に乗組む。真珠湾に帰港後すぐにミッドウェー海戦への参加を命じられる。この時「ヨークタウン」は超突貫応急修理のボロ船、飛行隊も「レキシントン」「ヨークタウン」の艦載機に一部に「サラトガ」の飛行隊を受け入れ、実に元3隻の飛行隊員の混成寄り合い所帯となったが、南雲機動部隊を急襲、艦爆隊が空母「蒼龍」を撃沈した。
ミッドウェー海戦の後は教官として戦闘機乗りを育成し、ジョン・S・マケイン中将が空母部隊の司令官となると中佐、航空参謀として赴任した。レイテ沖海戦では大佐、アーレイ・A・バーク代将の補佐を務める。小沢治三郎中将率いる機動部隊への攻撃についてハルゼー大将の方針に全面的に賛成した。戦後これが囮であったことを知った後でもこの部隊を追いかけるべきだとのコメントを残している。
1945年9月2日の戦艦ミズーリ上で行われた日本降伏文書調印式に、マケイン提督の随員として参加している。朝鮮戦争では護衛空母「シシリー」(CVE-118)の艦長を務め、後に空母「フランクリン・D・ルーズベルト」(CVA-42)艦長となった。1955年に少将に昇進。
1958年から1959年には対潜水艦部隊(ASW)司令官となり、旗艦を空母「ヴァリーフォージ」(CVS-45)に置いて冷戦の主要な焦点であるミサイル原潜対策に従事した。1960年に中将に昇進、海軍作戦部次長となるとA-7 コルセア II攻撃機の開発に携わった。1965年には大将に昇進し、海軍ヨーロッパ方面軍司令官に赴任、1967年5月に退役するまでその任に就いた。
1981年4月15日に76歳の誕生日を目前にして死去、75歳だった。死後アメリカ海軍は1982年12月18日に進水したオリバー・ハザード・ペリー級ミサイルフリゲート34番艦に彼の名を冠して生前の功績に報いた。

## 功績

### サッチ・ウィーブ
日本海軍が開発した新鋭戦闘機「ジーク」（三菱零式艦上戦闘機・通称ゼロ戦のこと）の高性能に連合国軍は恐怖におののいたが、1941年9月22日の報告でその噂を耳にしたサッチは部下のオヘア少尉と対策を考え、集団戦術で対抗する事が有効だという結論に達した。この時サッチ自身はこの戦法を「ビーム・ディフェンス・ポジション」と命名していたが、アメリカ海軍はサッチにあやかり「サッチウィーブ」（サッチの機織り」）と命名、以後アメリカ海軍では航空戦集団戦術の代名詞となっている。サッチが実戦でテストしたのはミッドウェー海戦で、この時零戦1機を撃墜した。
1942年6月4日アメリカ海軍がアリューシャン列島アクタン島でほぼ完全な状態で鹵獲した零戦古賀忠義一飛曹機をレストアすると、ノース・アイランド基地で試乗、他の兵士が欠点ばかり指摘する中でサッチは、ベテランパイロットにとっては良い飛行機だが、そんなパイロットがいなくなったら命運は尽きるだろう、と感想を漏らしている。
アクタン・ゼロの徹底的な研究により、零戦が優れた旋回性能と上昇性能、航続性能を持つ一方で、高速時の横転性能や急降下性能に問題があることが明らかになり、アメリカ軍は「零戦と格闘戦をしてはならない」「背後を取れない場合は時速300マイル以下で、ゼロと空戦をしてはならない」「上昇する零戦を追尾してはならない」という「三つのネバー（Never）」と呼ばれる勧告を、零戦との空戦が予想される全てのパイロットに対して行った。また、不要な装備を除きなるべく機体を軽くするように指示した。これによってサッチウィーブとともに一撃離脱戦法が採用された。急降下に弱く、防御装甲が乏しいという零戦の弱点を突いた攻撃方法になった。
米軍が「サッチウィーブ」と一撃離脱戦法導を本格的に用いたのはラバウルからで、ガダルカナル島でもヘンダーソン飛行場の部隊で多用され、「零戦神話」を打ち砕いた。
「サッチウィーブ」は後にベトナム戦争でも用いられ、現在でも戦術の一つとして取り入れられている。

### ビッグ・ブルー・ブランケット
「サッチウィーブ」ほどの知名度は無いが、日本軍の神風特攻の対応策としてサッチが考案したシステムが「ビッグ・ブルー・ブランケット」（Big blue blanket：「大規模戦闘機網」）である。その要旨は
- 艦隊の前衛に戦闘空中哨戒機(combat air patrols：CAP)を配置
- 艦隊上空に青い（ネービーブルー）F6Fヘルキャット戦闘機を絶えず配置
- 空母・輸送船の周囲50マイルにレーダーピケット護衛駆逐艦を配置

という3段構えの防御陣で迎え撃つというものであった。そして、攻撃から帰投中の航空機は全てピケット艦を旋回するように取り決めて、指定されたピケット艦と別の方位から接近する航空機を敵機と見なして迎撃するというシステムであった。これを実現するため戦闘機を重視、艦載機の急降下爆撃機を減らしてでも戦闘機を倍増、「ヨークタウン(II)」では87機が戦闘機となった。代わりにF6FヘルキャットとF4Uコルセアに2000ポンド（約910kg）爆弾を搭載できるように改造、結果として空母の攻撃力を増している。1944年12月14日～16日の間にフィリピンルソン地区の日本軍機を200機を主に地上で撃破、神風特攻を根元から断って艦隊の損害を防いでいる。同時期第7艦隊は特攻で軽巡洋艦「ナッシュビル」大破・乗員133名死亡・190名負傷、駆逐艦1隻大破という被害が発生しているので、特攻対策としての有効性が証明された。
後年、戦闘空中哨戒機はE-2ホークアイ早期警戒機に、ヘルキャット戦闘機はF-14トムキャット戦闘機に、レーダーピケット艦はイージス艦になったが、基本ドクトリンは現在も活かされている。